# Kébili
Kébili (arabe : ڨبلي  [gbɪli]) est une ville du sud de la Tunisie, située à environ 500 kilomètres de Tunis, et le chef-lieu du gouvernorat du même nom. En 2014, sa population atteint 20 623 habitants.
Outre un centre administratif régional, son activité est liée à la production de dattes dont elle est, avec Tozeur, un grand centre de commercialisation. À proximité du Grand Erg oriental, Kébili est également une ville-étape dans les circuits touristiques du Sud tunisien.

## Géographie

### Situation
Kébili est située à mi-chemin entre Tozeur (90 kilomètres à l'ouest) et Gabès (située sur le littoral).
Le territoire de la ville est délimité par Souk Lahad au nord, Faouar à l'ouest, Douz au sud et le gouvernorat de Gabès à l'est.
|        | Souk Lahad |                      |
| Faouar | Kébili     | Gouvernorat de Gabès |
|        | Douz       |                      |

### Relief
La ville est adossée à une oasis qui est, avec une palmeraie estimée à 100 000 palmiers, la plus importante de la région du Nefzaoua, entre le Chott el-Jérid, le Chott el-Fejaj et les monts du djebel Tebaga culminant à 469 mètres d'altitude.

### Climat
La ville est notamment connue pour être la détentrice du record de chaleur en Afrique, 55 °C, atteint le 7 juillet 1931.
| Mois                              | jan.  | fév.  | mars  | avril | mai  | juin  | jui.  | août  | sep. | oct.  | nov.  | déc.  | année |
| --------------------------------- | ----- | ----- | ----- | ----- | ---- | ----- | ----- | ----- | ---- | ----- | ----- | ----- | ----- |
| Température minimale moyenne (°C) | 4,6   | 5,9   | 9,8   | 13,4  | 17,7 | 21,6  | 23,9  | 24,7  | 22   | 17,2  | 10    | 5,3   | 14,68 |
| Température maximale moyenne (°C) | 17,1  | 19,5  | 23,3  | 26,9  | 31,8 | 36,3  | 39,2  | 39,2  | 34,9 | 30    | 23    | 17,9  | 28,26 |
| Ensoleillement (h)                | 212,9 | 226,4 | 244,5 | 251   | 277  | 307,5 | 323,7 | 306,2 | 249  | 236,1 | 217,3 | 203,6 | 265,6 |
| Précipitations (mm)               | 22,9  | 4,6   | 12,9  | 10,9  | 6,6  | 1,1   | 0,1   | 1,9   | 8,1  | 8,8   | 10,1  | 13,3  | 101,3 |

| Diagramme climatique                                  |            |             |              |             |             |             |             |           |           |          |             |
| J                                                     | F          | M           | A            | M           | J           | J           | A           | S         | O         | N        | D           |
| 17,14,622,9                                           | 19,55,94,6 | 23,39,812,9 | 26,913,410,9 | 31,817,76,6 | 36,321,61,1 | 39,223,90,1 | 39,224,71,9 | 34,9228,1 | 3017,28,8 | 231010,1 | 17,95,313,3 |
| Moyennes : • Temp. maxi et mini °C • Précipitation mm |            |             |              |             |             |             |             |           |           |          |             |